# زک روئریگ
زاکاری جورج "زک" روئریگ (به انگلیسی: Zachary George "Zach" Roerig) بازیگر آمریکایی است که عمده شهرتش بخاطر ایفای نقش مت داناوان در سریال خاطرات خون‌آشام است.

## کودکی
روئریگ در مونتپلیر، اوهایو زاده شد. او یک خواهر کوچکتر به نام امیلی دارد که متولد ۱۹۸۹ است. روئریگ در کلیولند، اوهایو به مدرسه مدلینگ و بازیگری باربیزون رفت و در "انجمن جهانی مدل و استعداد" حضور پیدا کرد. او در دبیرستان مدرسه مونتپلیر در تیم فوتبال و کشتی شرکت می‌کرد. درابتدا همراه پدر و پدربزرگش در فکلر مونومنت سنگ قبر می‌ساخت.

## زندگی شخصی
دختر روئریگ در ژانویه ۲۰۱۱ زاده شد. در ژوئن ۲۰۱۳، او در جورجیا برای حضانت کامل دخترش درخواست قانونی داد؛ زیرا دوست دختر سابقش، آلانا ترنر، در زندان فدرال بود.

## فیلم‌شناسی
- نظم و قانون (۲۰۰۴) اپیزود: "All in the Family"
- ریبا (۲۰۰۶) اپیزود: "Two Weddings and a Funeral"
- نور شب جمعه (۲۰۱۱)
- خاطرات خون‌آشام (۲۰۱۷)تا(۲۰۰۹)
- ترور یک رئیس دبیرستان
- جعبه
- حلقه‌ها